# Рабченюк Анастасія Володимирівна
Анастасі́я Володи́мирівна Рабченю́к (* 1983) — українська бігунка та тренерка з легкої атлетики, майстер спорту України міжнародного класу, заслужений працівник фізичної культури і спорту України (2019).

## Життєпис
Народилась 1983 року. Закінчила Павлоградську загальноосвітню школу № 2.
На Олімпійських іграх-2008 посіла четверте місце.
Срібна призерка чемпіонату Європи 2009 року з легкої атлетики. Майстер спорту міжнародного класу (четверте місце на XXIX літніх Олімпійських іграх).
Тренерка чемпіонів з легкої атлетики Чорномаза Богдана Анатолійовича та Шаматрина Артема Сергійовича й Наталії Пироженко.